# 山内康仁
山内 康仁 （やまうち やすひと、1942年1月2日 - ）は、日本の技術者、実業家。アイシン精機代表取締役社長や、同社代表取締役副会長、日本鋳造工学会会長などを務めた。藍綬褒章受章。

## 人物・経歴
愛知県出身。1968年東北大学大学院工学研究科修士課程修了、トヨタ自動車工業（現トヨタ自動車）入社、鋳造担当に配属。1995年取締役。1999年常務取締役。2001年専務取締役。2005年からアイシン精機代表取締役社長を務めたが、2008年にリーマン・ショックが発生。2009年3月期には上場以来初の営業赤字となり、豊田幹司郎代表取締役会長の下で、アイシン精機代表取締役副会長に退いた。同年藍綬褒章受章。2011年アイシン精機相談役。2015年新東工業取締役。日本鋳造工学会会長も務めた。